# HD 117618
HD 117618 (Dofida) – gwiazda oddalona od Słońca o 124 lata świetlne, położona jest w gwiazdozbiorze Centaura.
Jest to żółty karzeł, gwiazda typu widmowego G podobna do Słońca.
W 2004 roku odkryto planetę HD 117618 b (Noifasui) krążącą wokół tej gwiazdy.

## Nazwa
Gwiazda ma nazwę własną Dofida, co oznacza „nasza gwiazda” w języku nias. Nazwa została wyłoniona w konkursie zorganizowanym w 2019 roku przez Międzynarodową Unię Astronomiczną w ramach stulecia istnienia organizacji. Uczestnicy z Indonezji mogli wybrać nazwę dla tej gwiazdy. Spośród nadesłanych propozycji zwyciężyła nazwa Dofida dla gwiazdy i Noifasui dla planety.